# Jacobyanella
Jacobyanella là một chi bọ cánh cứng trong họ Chrysomelidae.
Chi này được miêu tả khoa học năm 1924 bởi Laboissiere.

## Các loài
Các loài trong chi này gồm:
- Jacobyanella amoena Weise, 1910
- Jacobyanella duvivieri (Jacoby, 1903)
- Jacobyanella elegantula (Duvivier, 1891)
- Jacobyanella femorata Laboissiere, 1924
- Jacobyanella hexaspilota (Fairmaire, 1888)
- Jacobyanella mettallica Bechyne, 1952
- Jacobyanella modesta (Brancsik, 1897)
- Jacobyanella quadriplagiata (Laboissiere, 1924)